# Vulcănești
Vulcănești (în găgăuză Valkaneș) este un oraș din Unitatea Teritorială Autonomă Găgăuzia, Republica Moldova. Este cel mai sudic oraș din țară.

## Geografie

### Amplasare
Orașul Vulcănești este situat la sudul republicii la o distanță de 200 km de Chișinău, la 7 km de la granița cu Ucraina și la 35 km de la granița cu România.

### Resurse naturale
Fondul funciar al localității constituie 15.260 ha, dintre care cea mai mare parte – 12.645 ha sau 82,9% sunt terenuri cu destinație agricolă. Vulcăneștiul se deosebește cardinal de alte localități urbane din republică după suprafață și ponderea atât de mare a terenurilor agricole. Terenurile cu destinație agricolă sunt repartizate astfel: pământ arabil – 9.820 ha, vii – 1.336 ha, livezi – 299 ha. Orașul dispune de 3 parcuri cu o suprafață totală de 3,8 ha. Suprafața fâșiilor de protecție din jurul orașului este de 275,4 ha. Fondul forestier constituie 800 ha.

## Istorie
Deși, acest pământ e plin de istorie antică și medievală, aceasta încă este puțin cercetată. 

### Perioada dominației otomane
Istoricul Zamfir Arbore face careva însemnări de valoare, precum e scris mai jos. Prima atestare documentară a orașului încă nu e precizată, diferite cercetări indicând: anul 1605, sfârșitul secolului XVII, și chiar 1443 (T. Țopa, V. Ladaniuc, LRM, Chișinău, Vol. 15, p. 384). Ultima ipoteză este o greșeală, anul respectiv referindu-se la Vulcăneștii mănăstirii Vărzărești, care sunt mai la nord de Nisporeni (Ibidem, p. 381-382). Legenda însă spune că localitatea ar fi mai veche decât Țara Moldovei.
Legenda fraților armeni, Volan, Vetdu și Carabet, (culeasă de I. Dron), spune că, pe la sfârșitul secolului XIII, aceștia, s-au refugiat și s-au așezat aici cu traiul, împărțind pământul în ocoale, ce erau o singură moșie. După moartea lui Volcan (Vâlcan), fratele mai mare, cei doi au numit moșia în amintirea lui, iar urmașii acestora au fost numiți de către moldoveni "Vulcănești" (T. Țopa, V. Ladaniuc, LRM, Chișinău, 2017, Vol. 15, p. 384-385). 
În preajma localității Vulcănești este Valul lui Traian, în partea de nord a orașului, în văile Bozului și Flămânda. Sunt 19 movile funerare (Ibidem, p387-388). Mai la răsărit de localitate, este coada lacului Cahul, unde, în 1574 și 1770, au fost lupte mari, precum e scris mai jos.
Ioan Vodă cel Cumplit, ,,ce-i zic Armeanul" și pe care l-au adus din Rodos, ,,călcături de lege multe făcea"... și ,,morți groaznice", pentru care lucru a fost ,,mazilit" (destituit), în al treilea an al domniei sale (Gr. Ureche, Letopisețul Țării Moldovei, Chișinău, 1990, p. 101-103). ,,Ion-vodă dacă să văzu înstreinat de mila stăpânu-său, împăratului turcescu, gândi că să ție țara cu sabia..." (Ibidem, p. 103), ceea ce avea să pricinuiască pustiirea Bugeacului și marea luptă de la Cahul, 1574. Aceasta, care era a patra și ultima din acel război al lui Ioan Vodă, a fost crâncenă, precum arată letopisețul:
,,... au arsu Ion-vodă târgul Brăila... Tighinea și Cetatea-Albă... Iar cazacii nu să lenia, ci câmpii Bugeacului pururea cerca și multă pradă făcia" (Gr. Ureche, Letopisețul Țării Moldovei, Chișinău, 1990, p. 104-105). ,,... singur Ion-vodă cu vreo 600 de oameni s-au lipit la baltă, la Cahul, unde era oastea turcească și s-au suit într-un piscu de deal, să poată cunoaște câtă samă de oaste va fi de cea turcească, ci nimica n-au cunoscut, că oastea era pre văi, de nu să vedea, numai străjile în patru locuri au văzut... La începutul războiului zic că o samă de moldoveni să să fie închinat la turci și turcii i-au pus în frunte, de s-au oprit focul într-înșii... multă moarte s-au făcut între amândouă părțile că nu era loc a călca pre pământu... și mâinile le obosisă și armile scăpa... nici pușcașii nu mai știia în cine dau" (Ibidem, p. 106). Și a oprit Domnul războiul, făcând a nu învinge Ioan Vodă, ce nu știa a domni creștinește. ,,Așa stându și privind unii la alții, au dat o ploaie mare de li s-au muiat praful... apoi oastea tătărască proaspătă i-au lovit de le-au căutat a da dos" (Ibidem, p. 106). 
Așa au biruit turcii, îngreunând apoi birul asupra Moldovei. Iar pe cumplitul domnitor când l-au omorât turcii, ,,de l-au legat de coadile a doao cămile și l-au slobozit prin tabără di l-au fărâmat, atuncea zic să fie zis Ion-vodă: "Caută că eu multe feliuri de morți groaznice am făcut, iară aceasta moarte n-am știut să o fiu făcut" (Ibidem, p. 107).
După războiul ruso-turc din 1711, împotriva căruia a fost Ion Neculce (care spunea că ,,în Moldova nu e pâine"), și a cărui luptă a fost la Stănilești, încheiată cu biruința turcilor, au fost în Bugeac niște generali. Numele a doi din aceștia au careva coincidențe cu toponimele de aici, ce se cunosc a fi mai vechi. ,,Împăratul Moscului, dup-acea bătaie, au mersu la Chiu ș-au orânduit pe vro doi, trei ghenărari, anume pe Ianășu și pe Volvonschie... și pe Chigheci polcovnicul și pe... cu oaste, cu joimiri moldoveni, toată această oaste, ca la 10000, au aședzat... din steiag în steiag câte un om, cât să vide, de păze pe Cifed să nu fugă de la Tighine..." (Ion Neculce, Letopisețul Țării Moldovei, Chișinău, 1990, p.364). 
Descrierea îndelungată a marelui cronicar, despre această vreme în care el a trăit, arată că aceștia au zăbovit în Bugeac. Iar Tigheciul, adică colinele ce despart câmpia Bugeac de Prut, pretutindeni în letopiseț e scris ,,Chigheci", însă, încă din 1513 (Gr. Ureche, Letopisețul Țării Moldovei, Chișinău, 1990, p. 69). Întrebarea este, dacă generalii Volconschie și Chigheci au reașezat localitățile pustiite de război, Vulcănești și Tigheci.
În 1770, în același loc, la est de Vulcănești, unde a fost marea luptă a lui Ioan Vodă (1574), a fost altă mare luptă. Aceasta era tot împotriva Imperiului Otoman, fiind condusă acum de generalul rus P. A. Rumeanțev și terminată cu victoria Imperiului Rusiei Țariste, ce a limitat drepturile Porții Otomane în Țara Moldovei. Aici s-a destins și Mihail Kutuzov, iar descrierea acestei lupte a făcut-o Alexandru Hâjdeu (T. Țopa, V. Ladaniuc, LRM, Chișinău, Vol. 15, p. 389).
Aici a fost ridicat un monument de arhitectură, în 1849 - un obelisc de 22m, cu Cruce deasupra semilunii întoarse și cu inscripția: ,,Nu numai cu arma". Iar mai jos e scris în fontă: ,,În 1770, în ziua de 21 iunie, pe locul acesta contele Piotr Alexandrovici Rumeanțev cu 17 mii de soldați ruși a distrus armata turcă de 150 mii sub comanda vizirului suprem Halil-pașa". Atunci Vulcăneștii era o mică seliște (Ibidem, p. 389), și probabil de atunci, sau poate de la un alt Halil, zicând moldovenii acest nume, alungă păsările de baltă, ca pe turci de la lacul Cahul.

### Perioada Rusiei Țariste
Descrierea istoricului Zamfir Arbore, arată: ,,Volcănești, colonie greco-bulgară, în județul Ismail, așezată parte pe râul Cahul, parte în valea Coșer... S-a întemeiat pe la 1822, pe locul odăilor armeanului Volcan și fraților săi Vetdei și Carabet. La întemeiere satul purta numele de Vetda, apoi... Vulcănești. Lângă sat, pe deal, pe partea stângă a râului Cahul, se văd încă șanțurile vechiului lagăr turcesc asediat de contele Rumeanțev cu o mare armată rusă. Un monument comemorativ, se află construit de ruși în amintirea acestei bătălii de la 1770. La 1827, satul era locuit de 333 familii de bulgari, moldoveni, greci, țigani, ruteni, arnăuți și ruși. Guvernul rus a recunoscut numai la 191 familii, pământ, în întindere de 1140 desetine. Astăzi (1904) satul are 384 case, cu o populație de 2780 suflete; biserică de zid; 28 mori de vânt; numeroase vii și grădini..." (Z. Arbore, Dicționarul Geografic al Basarabiei, Chișinău, 1904).
Deși istoricul neagă întemeierea localității de către frații armeni, lasă loc de ipoteză că aceștia au trăit aici. Iar fondarea și recunoașterea documentară, din 1822, nu e altceva decât o repopulare a localității pustiită de război, ca a multora din Bugeac. Căci doar biserica din localitate a fost terminată în 1802 (T. Țopa, V. Ladaniuc, LRM, Chișinău, Vol. 15, p. 389). 
Așa s-a făcut că, în special după 1821 (care an al mișcărilor eteriste n-a fost deloc unul pașnic, și după care pacea așteptată a venit pentru un veac înainte), mai multe localități vechi și pustiite de războiul ruso-turc din 1806-1812, reapar pe locul lor istoric, ca unele noi. Majoritatea, precum și Vulcănești, au fost repopulate de mulți refugiați străini, aduși anume în Bugeac, unde erau atunci loturi libere (Ibidem, p. 321). Aceasta a fost pentru că, după 1812, de la Prut spre vest a continuat dominația otomană ce a luat sfârșit între Prut și Nistru, care schimbare avea să cauzeze mari emigrări de veterani cu familiile lor, și anume: turcii și tătarii plecând din Bugeac, la ordinul imperial rus, în care câmpie au avut să se refugieze din cei ce au luptat cu rușii contra turcilor și nu mai puteau trăi în țara lor ce a mai fost o vreme sub turci. Iar în Bugeac au fost lăsați să trăiască doar acei turci ce au primit creștinismul și care au fost numiți trădători, adică găgăuzi, de către turcii ce au ales a fugi peste Prut. Și din aceștia au alcătuit noua populație multietnică din Vulcănești, precum e scris mai sus. Deci, doar credința comună, anume cea care învață pacea și condamnă orice fel de ură între oamenii diferiți, a putut face ca o astfel de localitate să poată exista în timp, având viață pașnică.

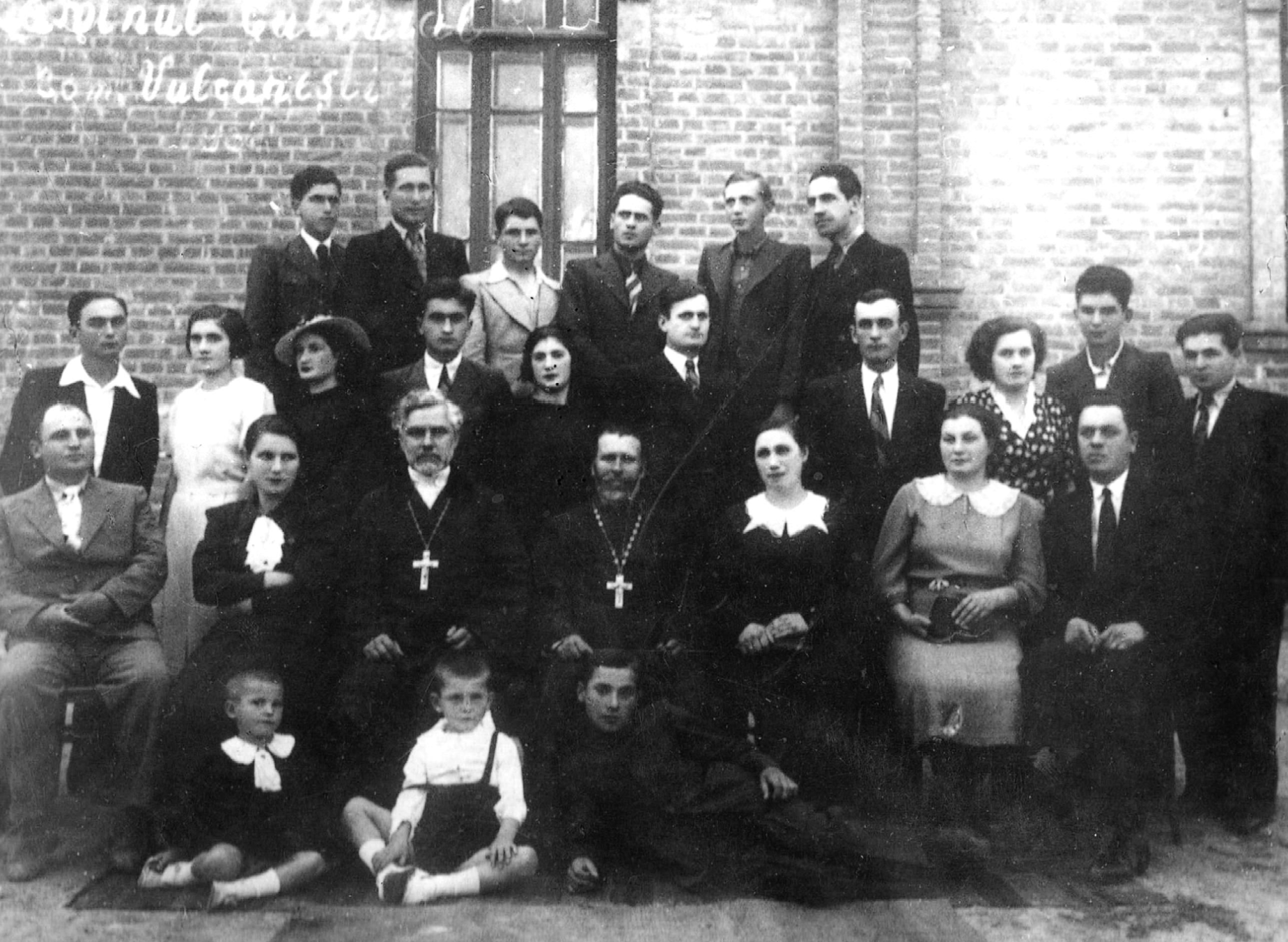
Intelectuali găgăuzi, alături de oficiali români (Centrul Cultural Vulcănești, 1939).

În 1877 a fost construită calea ferată Chișinău-Reni și gara Vulcănești, în afara localității, cu 6km mai la est. Gara Vulcănești a fost declarată că localitate în 1890, iar construcția gării a fost ridicată la începutul secolului XX (T. Țopa, A. Eremia, L. Ștefănescu, LRM Chișinău Vol. 15, p. 398).

### Al doilea Război Mondial și Perioada Sovietică
Până în anul 1940 Vulcănești a fost un simplu sat, însă în acel an a devenit centru raional. O dezvoltare deosebită marchează localitatea odată cu primirea statutului de „așezare de tip orășenesc” în anul 1965. În tânărul oraș au început să apară cartiere locative, s-au construit multe obiecte de menire socială, bibliotecă, școală, spital, școală muzicală, complexe sportive, școală de arte, cinematograf.

### După declarația Independenței, 1989
Începând cu 23 decembrie 1993 orașul Vulcănești intră în componența U.T.A. Găgăuzia. În continuare orașul își dezvoltă legăturile economice și culturale cu alte orașe din România, Rusia, Belarus, Turcia, etc.

## Demografie

### Structura etnică
Structura etnică a orașului conform recensământului populației din 2004:
| Grup etnic | Populație | % Procentaj |
| ---------- | --------- | ----------- |
| Găgăuzi    | 10.862    | 70,25%      |
| Moldoveni  | 1.737     | 11,23%      |
| Ruși       | 1.186     | 7,67%       |
| Ucraineni  | 845       | 5,46%       |
| Bulgari    | 639       | 4,14%       |
| Alții      | 180       |             |
| Români     | 13        | 0,08%       |
| Total      | 15.462    | 100%        |

### Structura lingvistică
Structura lingvistică a orașului, conform recensământului populației din 2014 :
| Limba            | Numărul de vorbitori | %      |
| ---------------- | -------------------- | ------ |
| limba găgăuză    | 2683                 | 22.01% |
| limba română     | 353                  | 2.89%  |
| limba rusă       | 8763                 | 71.91% |
| limba ucraineană | 11                   | 0.09%  |
| limba bulgară    | 11                   | 0.09%  |
| Altă limbă       | 17                   | 0.13%  |
| Bilingvi         | 347                  | 2.84%  |
| Numărul total    | 12.185               | 100%   |

## Administrație și politică
Componența Consiliului local Vulcănești (23 de consilieri), ales la 5 noiembrie 2023, este următoarea:
|  | Partid                                       | Consilieri | Componență | Componență | Componență | Componență | Componență | Componență | Componență | Componență | Componență | Componență | Componență | Componență |
|  | -------------------------------------------- | ---------- | ---------- | ---------- | ---------- | ---------- | ---------- | ---------- | ---------- | ---------- | ---------- | ---------- | ---------- | ---------- |
|  | Partidul Socialiștilor din Republica Moldova | 12         |            |            |            |            |            |            |            |            |            |            |            |            |
|  | Partidul „Renaștere”                         | 4          |            |            |            |            |            |            |            |            |            |            |            |            |
|  | Partidul Nostru                              | 3          |            |            |            |            |            |            |            |            |            |            |            |            |
|  | Candidat independent VADIM ȘINIC             | 1          |            |            |            |            |            |            |            |            |            |            |            |            |
|  | Candidat independent GEORGY KOPUSHCHULU      | 1          |            |            |            |            |            |            |            |            |            |            |            |            |
|  | Candidat independent VALENTINA FILIPPOVA     | 1          |            |            |            |            |            |            |            |            |            |            |            |            |
|  | Candidat independent VLADIMIR MIHAILOV       | 1          |            |            |            |            |            |            |            |            |            |            |            |            |

## Economie
În oraș sunt înregistrați 650 agenți economici, inclusiv 100 de gospodării țărănești. În apropiere de Vulcănești, la o distanță de 8 km este amplasată zona economică liberă (ZAL Valkaneș), care este formată din 2 subzone, una cu o suprafață de 78 ha, alta, care în prezent se dezvoltă intensiv, cu o suprafață de 44 ha. Zona economică liberă din Vulcănești este amplasată la hotarul dintre 3 țări: Moldova, Ucraina și România. La 1 august 2003 în registrul de evidență a ZAL ”Valkaneș” erau înregistrați 15 rezidenți. Conform datelor de la 1 iulie 2003 în zona economică liberă au fost atrase investiții în mărime de 7,6 mln. dolari SUA, au fost create 500 locuri de muncă. Volumul producției industriale realizate în prima jumătate a anului 2003 a constituit 86 mln. lei, cu 73 mln. lei sau de 6,7 ori mai mult decât în perioada corespunzătoare a anului precedent. Cel mai mare rezident al zonei este întreprinderea Î.C.S. „Terra Impex” S.R.L., o fabrică de producere a plasei din fibră de sticlă, destinată armării. Întreprinderea creată este un complex unic ce întrunește întreg procesul de lucru. Capacitatea de producere a fabricii este caracterizată prin producerea anuală a 30 mil. m2 de plasă, producția se exportă în mare parte în U.E.
Sectorul agrar al orașului este specializat în producerea strugurilor, fructelor, legumelor și cărnii. Principalii agenți economici sunt „Agro-Gigant” S.R.L.
și „Nezetli-Iuzium” S.R.L.
Sistemul de comerț al orașului este format din 101 unități comerciale, 30 ospătării și 17 baruri și cafenele. Orașul Vulcănești dispune de 1 hotel.
Sectorul financiar-bancar este reprezentat de 3 filiale ale băncilor comerciale.

### Finanțele publice locale
Veniturile bugetului local în anul 2003 au constituit 5.873 mii lei, inclusiv veniturile proprii – 2.873 mii lei. În structura cheltuielilor publice locale domină foarte alarmant cheltuielile pentru educație – 79,2%, ceea ce nu corespunde pentru o localitate de acest tip. Pentru amenajarea teritoriului au fost alocate 490 mii lei sau
8,3%. Restul cheltuielilor au fost repartizate astfel: pentru cultură
5,1%, pentru aparatul primăriei 3,3%, pentru alte activități 4,1%.

## Infrastructură
Lungimea totală a drumurilor din localitate este de 64 km, dintre acestea 35,8 km sunt drumuri cu acoperire rigidă. În oraș sunt 4.675 case și apartamente, din care 955 sunt conectate la rețeaua centralizată de aprovizionare cu apă și sistemul de canalizare. Celelalte case se alimentează din 73 fântâni publice. Orașul Vulcănești este gazificat în proporție de 95%. Din numărul total de case și apartamente 3.549 sau 76% sunt telefonizate. Cu alte localități orașul este legat prin intermediul căii ferate și magistralei auto, care trece prin oraș.

## Social
Populația orașului este de aproximativ  16.580 locuitori, majoritatea, 12.216 sau 73,7 % o constituie găgăuzii, apoi ruși – 9,5%, moldoveni – 7,3%, ucraineni – 4,2%, și 5,3% reprezentanții altor minorități naționale. Sistemul de educație a orașului este format din 6 grădinițe cu 650 de copii, 2 școli medii generale în care învață 1.600 elevi, un gimnaziu cu 213 elevi, liceul teoretic rus cu 430 elevi și liceul teoretic român cu 269 elevi. În oraș este o școală profesională în care își fac studiile 200 elevi. Ocrotirea sănătății este asigurată de Spitalul raional cu 160 paturi și Centrul medicinei de familie. În sistemul de sănătate activează 33 medici și 65 unități cu personal medical mediu. În oraș este o școală sportivă cu 105 elevi.

## Cultură
Rețeaua instituțiilor culturale este formată din 2 case de cultură, 9
biblioteci, inclusiv o bibliotecă publică cu două filiale, muzeul local, școala muzicală cu 53 elevi, școala de arte și casa de creație pentru copii. La intrare în oraș se înalță cel mai frumos monument din localitate, ridicat în cinstea luptei de la Cahul din anul 1770, când armata rusă a distrus-o pe cea turcă. În prezent monumentul este simbolul orașului Vulcănești.

## Biserica ortodoxă
Biserica Ortodoxă, „Catedrala Acoperamântul Maicii Domnului”. orașul Vulcănești , este una dintre cele mai vechi biserici din UTA Găgăuzia.
Conform recensământului locuitorilor din 1818, este indicat numele preotului Gheorghe, 57 de ani, care s-a mutat cu familia în Basarabia în timpul războiului ruso-turc din 1787-1791.

### Istoria
În 1941, a început al Doilea Război Mondial. Pietrele pentru construcția bisericii au fost demontate de localnici pentru nevoi gospodărești și folosite parțial pentru construcția unui cinematograf de vară în anii 50. Ulterior, prin decizia autorităților orașului, la începutul anilor 90, cinematograful de vară a fost demolat de enoriași, iar materialele de construcție au fost folosite pentru începerea construcției noii Biserici - Acoperământul Maicii Domnului.
În anii 30 ai secolului XX, clădirea hramului a fost distrusă și s-a decis construirea unei noi biserici. Biserica a existat înainte de 1811, acest lucru este confirmat de informațiile de la recensământul din 1818 , unde preotul Gheorghe este indicat ca colonist în timpul războiului ruso-turc din 1787 - 1791. Faptul că satul Vulcănești a existat în acești ani, este confirmată de harta germană din 1789, unde este indicată localitatea Vulkanest.
Arhitectura hramului este tipică pentru bisericile moldovenești. Biserica este împărțită în trei părți convenționale: altarul, naos și pronaos. Decorul clădirii este realizat în stil clasic.
La 27 august 1939, în comuna Vulcănești a avut loc o ședință plenară a Comitetului pentru construirea unei noi Biserici.
În 1949, fulgerul a lovit biserica de lemn în ziua Sfintei Treimi  și biserica a ars.
Istoria acestei biserici face parte din istoria localității - este istoria spirituală a enoriașilor ei, este istoria locuitorilor satului și orașului. În 1992, enoriașii au construit o mică încăpere pentru rugăciuni până la finalizarea construcției bisericii principale. Primul preot al Bisericii renovate a fost părintele Vasili, anul 1992.
Din 1994 până în prezent, protopopul Anatolii a slujit ca preot în biserica Acoperamântul Maicii Domnului.
În iulie 1996 a avut loc sfințirea temeliei bisericii principale, care a fost săvârșită de Mitropolitul Vladimir al Chișinăului și al Întregii Moldove.
Pe 16 aprilie 2023, în ziua Sfintelor Paști  a avut loc prima slujbă în noua biserică.
Biserica Sfânta Adormire a fost lovită de fulger în 1949, după care clădirea a luat foc. Icoanele pictate de artiști necunoscuți la mijlocul secolului al XIX-lea se aflau în Biserica Sfânta Adormire înainte de incident, care au fost ulterior salvate de enoriași. La 9 august 1939 a fost încheiat un contract de construcție între parohia ortodoxă a comunei Vulcănești, reprezentată de preotul Leonid Stolyarov, și inginerul constructor Nikolai Valerianovich Kutov din orașul Tighina . Contractul a fost semnat de preotul Leonid Stolyarov, enoriași și membrii comitetului de construcție a bisericii.

### Icoane din secolul al XIX-lea
- Icoana Domnului Isus Hristos, 1854;
- Icoana lui Isus Hristos cu cruce;
- Icoana Sfântului Mucenic Gheorghe;
- Icoana lui Ioan Botezătorul, 1866;
- Icoana Arhanghelului Gavriil, 1866;
- Icoana Sfântului Atanasie al Ierusalimului;
- Icoana lui Vasile cel Mare;
- Icoana Rugăciunii la Potirul lui Isus Hristos;
- Icoana Locului Înalt. Icoana lui Iisus Hristos cu cruce până în prezent este în vechea biserică.

## Personalități
- Nikolai Buharin (1945 – 2012), istoric sovietic și rus, candidat la științe istorice
- Maria Kemenceji (n. 1959), atletă moldoveancă
- Oleg Bercu (n. 1970), istoric
- Vladimir Pușkariov (n. 1973), alpinist, personalitate publică și politician rus
- Ruslan Holban (1981 – 2009), ofițer rus
- Veaceslav Posmac (n. 1990), fotbalist moldovean